# White Pass Ski Area

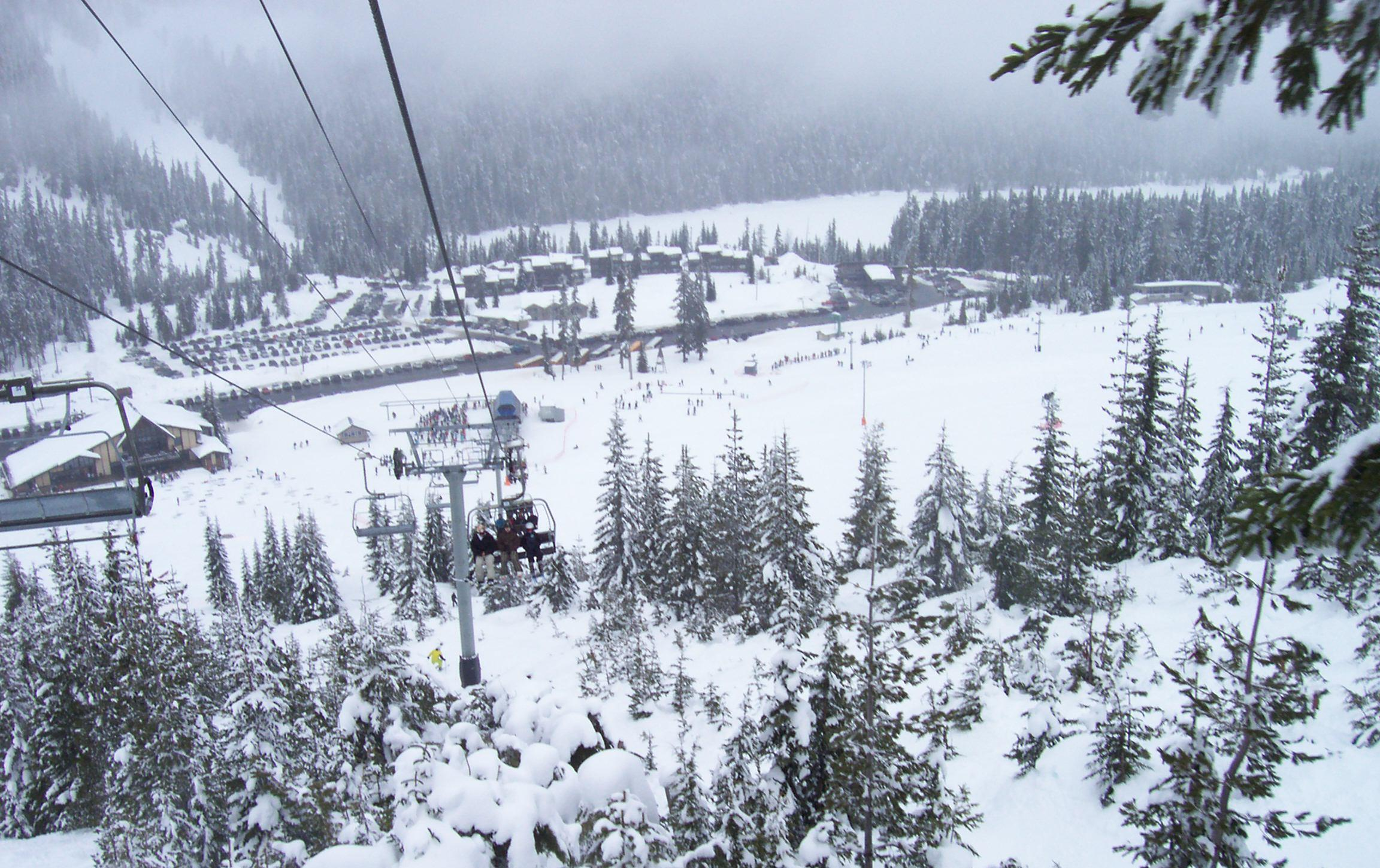
Station de White Pass

La station de sports d’hiver de White Pass  (White Pass Ski Area) est localisée dans l’État de Washington à l’ouest des États-Unis. La station est logée à proximité du col White (White Pass) au sein de la région montagneuse de la chaine des Cascades. Le domaine skiable s’étend sur près de 800 hectares et dispose de quatre remontées mécaniques pour un nombre de 32 pistes. L’altitude du domaine varie de 1370 m à 1830 m.